# Prix francophone international du Festival de la poésie de Montréal
 (décembre 2023).
Le Prix francophone international du Festival de la poésie de Montréal est un prix littéraire international et annuel. Créé en 2020, il récompense une personne citoyenne d’un des pays membres de l’Organisation internationale de la francophonie.

## Lauréats
- 2021 : Linda Maria Baros, La nageuse désossée : Légendes métropolitaines[2]
- 2022 : Jean Portante, Jadis je disait[3]
- 2023 : Tanella Boni, Insoutenable frontière[4]
- 2024 : Annie Lafleur, Puberté, Le Quartanier[5]